# Metodo ab initio
I metodi ab initio sono utilizzati in chimica e fisica quantistica per risolvere l'equazione di Schrödinger senza introdurre alcun parametro determinato da misure sperimentali (metodologia invece tipica dei metodi semi-empirici) ma tramite l'uso di metodi e approssimazioni matematiche.
I più semplici calcoli ab initio si basano sul metodo Tight Binding (TB), molto versatile e del quale esistono diverse varianti empiriche e semi-empiriche, e sul metodo di Hartree-Fock (HF); mentre il primo è particolarmente utile nel calcolo della struttura elettronica di conduttori e semiconduttori, il secondo rappresenta il più classico approccio utilizzato in ambito computazionale per determinare varie proprietà chimiche e chimico-fisiche di svariati sistemi chimici. I metodi post-Hartree-Fock sono stati introdotti per superare il limite, che peraltro rappresenta la principale semplificazione teorica, della teoria Hartree-Fock che consiste nel trascurare le singole interazioni elettroniche e tenere conto piuttosto dell'effetto totale medio di tali interazioni. Il metodo Coupled-Cluster (CC), l'interazione di configurazione (CI) e l'approccio della teoria perturbativa di Møller-Plesset (MPn) sono esempi di metodi post-Hartree-Fock che introducono fattori correttivi elettronici. Il metodo MCSCF utilizza più di un determinante e permette di trattare in modo adeguato le proprietà chimiche legate alla rottura del legame. Il Monte Carlo quantistico sfrutta simulazioni statistiche tramite algoritmi che utilizzano il metodo Monte Carlo.

## Metodi ab initio
- Metodo Tight Binding (TB)
- Metodo di Hartree-Fock (HF)
- Metodi post-HF
  - Interazione di configurazione (CI)
  - Metodo MCSCF
  - Teoria perturbativa di Møller-Plesset (MPn)
  - Metodo Coupled Cluster (CC)
  - Teoria del funzionale della densità (DFT)
  - Monte Carlo quantistico
  - Metodo Car-Parrinello

I metodi ab initio, in relazione alle differenti varianti, hanno il considerevole vantaggio di riuscire a risolvere l'equazione di Schrödinger in modo semplice ottenendo una buona convergenza. Di contro tale convergenza tende a discostarsi dalla soluzione reale quando l'insieme delle combinazioni di base tende ad aumentare considerevolmente. Inoltre i programmi che utilizzano questi metodi richiedono computer di una certa potenza e impiegano una certa quantità di tempo in relazione alla complessità del sistema chimico studiato.